# Boom XB-1
Die Boom XB-1, genannt Baby Boom, ist ein sich in Entwicklung befindender zweisitziger experimenteller Technologieträger für ein geplantes Überschallflugzeug namens Overture des US-amerikanischen Start-up-Luftfahrtunternehmens Boom Technology. Der ursprünglich für 2021 geplante Erstflug wurde nach mehreren Verzögerungen am 22. März 2024 erfolgreich absolviert, der erste Überschallflug gelang am 28. Januar 2025.

## Entwicklung
Die XB-1 wurde ab 2017 in einem Hangar des Herstellers auf dem Centennial Airport im Süden von Denver montiert. Im Sommer 2020 wurden Komponenten wie das Fahrwerk der Boom XB-1 getestet und der Rumpf vervollständigt. Der Rollout fand am 8. Oktober 2020 statt.
Anfang 2021 wurde von der Luftaufsichtsbehörde FAA das Verfahren für Bewilligungen von Überschall-Testflügen festgelegt.
Tests mit den eingebauten Triebwerken begannen im Januar 2022. Der Zeitpunkt für die Überführung nach Mojave für die folgenden Rolltests wurde dabei nicht bekannt gegeben. Entgegen früherer Ankündigungen waren nun auch die Testflüge ab Mojave geplant.
Für die Testphase wurde eine Partnerschaft mit Flight Research Inc. (FRI) eingegangen. Diese Gesellschaft schult die Piloten auf T-38. Die Testflüge sollen in Kooperation mit Virgin Galactic in einem Überschalltestkorridor nahe der Edwards Air Force Base in Süd-Kalifornien stattfinden.
In elf separaten Tanks sollen 3170 kg (7000 lb) Kerosin mitgeführt werden. Angetrieben wird die XB-1 von drei Turbojet-Strahltriebwerken des Typs General Electric J85-21, die gemeinsam einen Schub von 53 kN erzeugen. Der Treibstoff soll CO2-neutral sein und wird von Prometheus Fuels geliefert. Eine Geschwindigkeit von Mach 2,2 (rund 2700 km/h) soll erreicht werden.
Ein großer Teil des Flugzeuges besteht aus kohlenstofffaserverstärktem Kunststoff. Die rund 21 Meter lange XB-1 hat eine Flügelspannweite von 6 Metern.
Ursprünglich waren erste Flugtests bis 2017 erhofft worden. Bis zum Jahr 2023 wollte Boom damals in der Lage sein, Überschallflugzeuge für kommerzielle Passagierflüge zu liefern, Japan Airlines hatte 2017 Investitionen von 10 Millionen US-Dollar getätigt und 20 Flugzeuge vorbestellt. Auch Virgin Atlantic Airways habe nach Angaben von Boom Technology Flugzeuge vorbestellt. Mit der kleineren Testversion Boom XB-1 soll ein erstes Ziel auf dem Weg zu Überschalljets im Passagierverkehr erreicht werden. Laut Hersteller soll es das schnellste zivile Flugzeug der Geschichte werden und die Schlüsseltechnologien für angewandtes Überschallreisen demonstrieren. Während der Endmontage des Versuchsflugzeugs Boom XB-1 wandte sich der Schwerpunkt der Entwicklung der ausgewachsenen Overture zu: Im Sommer 2020 wurde der Beginn der Flugtests „Mitte der 2020er-Jahre“ angestrebt.
Am 23. August 2023 wurden auf dem Mojave Air & Space Port Roll-(Taxi-)Tests durchgeführt.
Der Erstflug wurde am 22. März 2024 erfolgreich absolviert.
Am 26. August 2024 hob die XB-1 vom Flughafen in Mojave, Kalifornien, zu ihrem 2. Testflug ab, wobei sie vom Piloten Tristan „Geppetto“ Brandenburg gelenkt wurde.
Der erste Überschall-Testflug durch Booms Cheftestpilot Tristan „Geppetto“ Brandenburg fand am 28. Januar 2025 statt, wobei die angepeilte Geschwindigkeit von Mach 1,10 sogar Dreimal erreicht und mit Mach 1,11 sogar minimal überschritten wurde. XB-1 ist somit das erste zivile Luftfahrzeug, das seit dem letzten Flug der Concorde im Jahr 2003 die Schallmauer durchbrochen hat und auch das erste privat entwickelte Überschallflugzeug jemals.
Am 10. Februar 2025 absolvierte Boom XB-1 den 13. Testflug und erreichte auf dem zweiten Überschall-Testflug Mach 1,18.
In dieser Testserie von 13 Flügen wurde beweisen, dass vom Boden aus gesehen Überschallflüge in geringem Überschall quasi lautlos möglich sind. Dazu sind umfangreiche Echtzeit-Wetterdaten notwendig für einen sogenannten «Mach cutoff»; da sich Schallwellen wie Lichtstrahlen beim Übergang von verschiedenen Luftschichten mit verschiedenen Temperaturen biegen, kann man die Schallwellen des Knalls nach oben biegen und sie erreichen den Boden gar nicht. Bei den letzten beiden Testflügen der XB-1 war bei sechsmaligem Schallmauerdurchbruch kein Überschallknall am Boden zu hören gewesen. Dies sei erreichbar bei einer Flughöhe über 9000 Meter und einer Geschwindigkeit zwischen Mach 1,1 und Mach 1,2, maximal Mach 1,3.
Nach den erfolgreichen Testflügen wurde die XB-1 bereits im gleichen Frühjahr außer Dienst gestellt. Die beteiligten Airlines hatten inzwischen bis im Frühjahr 2025 Vorbestellungen von 132 Overture mit einer Fähigkeit zum Erreichen einer Geschwindigkeit von Mach 1,7 deponiert.